# Valderrodilla
Valderrodilla – gmina w Hiszpanii, w prowincji Soria, w Kastylii i León, o powierzchni 32,17 km². W 2011 roku gmina liczyła 90 mieszkańców.